# Vistas del Maguey Fraccionamiento
Vistas del Maguey Fraccionamiento är en ort i Mexiko.   Den ligger i kommunen Atotonilco el Alto och delstaten Jalisco, i den centrala delen av landet, 400 km väster om huvudstaden Mexico City. Vistas del Maguey Fraccionamiento ligger 1 581 meter över havet och antalet invånare är 3 765.
Terrängen runt Vistas del Maguey Fraccionamiento är kuperad norrut, men söderut är den platt. Runt Vistas del Maguey Fraccionamiento är det ganska tätbefolkat, med 108 invånare per kvadratkilometer. Närmaste större samhälle är Atotonilco el Alto, 2,9 km nordost om Vistas del Maguey Fraccionamiento. Trakten runt Vistas del Maguey Fraccionamiento består till största delen av jordbruksmark.